# Honduras aux Jeux olympiques d'été de 2024
Le Honduras participe aux Jeux olympiques de 2024 à Paris. Il s'agit de sa 13e participation à des Jeux olympiques d'été.
Le lutteur Kevin Mejía (es) et la nageuse Julimar Ávila (en) sont nommés porte-drapeau de la délégation hondurienne.

## Nombre d’athlètes qualifiés par sport
La délégation hondurienne se compose de 4 athlètes (1 femme et 3 hommes), dans 3 sports différents
| Sport                                 | Hommes | Femmes | Total |
| ------------------------------------- | ------ | ------ | ----- |
| Athlétisme                            | 1      |        | 1     |
| Lutte                                 | 1      |        | 1     |
| Sports aquatiques • Natation sportive | 1      | 1      | 2     |
| Total                                 | 3      | 1      |       |

## Bilan général
| Sport      | Médaille d'or, Jeux olympiques | Médaille d'argent, Jeux olympiques | Médaille de bronze, Jeux olympiques | Total | Rang pays |
| ---------- | ------------------------------ | ---------------------------------- | ----------------------------------- | ----- | --------- |
| Athlétisme |                                |                                    |                                     |       |           |
| Lutte      |                                |                                    |                                     |       |           |
| Natation   |                                |                                    |                                     |       |           |
| Total      |                                |                                    |                                     |       |           |

| Jour       | Médaille d'or, Jeux olympiques | Médaille d'argent, Jeux olympiques | Médaille de bronze, Jeux olympiques | Total |
| ---------- | ------------------------------ | ---------------------------------- | ----------------------------------- | ----- |
| 26 juillet |                                |                                    |                                     |       |
| 27 juillet |                                |                                    |                                     |       |
| 28 juillet |                                |                                    |                                     |       |
| 29 juillet |                                |                                    |                                     |       |
| 30 juillet |                                |                                    |                                     |       |
| 31 juillet |                                |                                    |                                     |       |
| 1er août   |                                |                                    |                                     |       |
| 2 août     |                                |                                    |                                     |       |
| 3 août     |                                |                                    |                                     |       |
| 4 août     |                                |                                    |                                     |       |
| 5 août     |                                |                                    |                                     |       |
| 6 août     |                                |                                    |                                     |       |
| 7 août     |                                |                                    |                                     |       |
| 8 août     |                                |                                    |                                     |       |
| 9 août     |                                |                                    |                                     |       |
| 10 août    |                                |                                    |                                     |       |
| 11 août    |                                |                                    |                                     |       |
| Total      |                                |                                    |                                     |       |

| Sexe   | Médaille d'or, Jeux olympiques | Médaille d'argent, Jeux olympiques | Médaille de bronze, Jeux olympiques | Total |
| ------ | ------------------------------ | ---------------------------------- | ----------------------------------- | ----- |
| Hommes |                                |                                    |                                     |       |
| Femmes |                                |                                    |                                     |       |
| Mixte  |                                |                                    |                                     |       |
| Total  |                                |                                    |                                     |       |

## Médaillés
| Sport | Discipline | Athlète(s) | Performance | Date |
| ----- | ---------- | ---------- | ----------- | ---- |
|       |            |            |             |      |

| Sport | Discipline | Athlète(s) | Performance | Date |
| ----- | ---------- | ---------- | ----------- | ---- |
|       |            |            |             |      |

| Sport | Discipline | Athlète(s) | Performance | Date |
| ----- | ---------- | ---------- | ----------- | ---- |
|       |            |            |             |      |

## Résultats

### Athlétisme

#### Hommes
| Athlètes            | Épreuve | Premier tour (ou tour préliminaire) | Premier tour (ou tour préliminaire) | Repêchage (ou premier tour) | Repêchage (ou premier tour) | Demi-finales | Demi-finales | Finale  | Finale  |
| Athlètes            | Épreuve | Temps                               | Rang                                | Temps                       | Rang                        | Temps        | Rang         | Temps   | Rang    |
| ------------------- | ------- | ----------------------------------- | ----------------------------------- | --------------------------- | --------------------------- | ------------ | ------------ | ------- | ------- |
| Melique Garcia (en) | 100 m   | 10 s 76                             | 5e                                  | Eliminé                     | Eliminé                     | Eliminé      | Eliminé      | Eliminé | Eliminé |

### Lutte
| Athlète          | Compétition    | Huitièmes de finale | Quart de finale     | Demi-finale         | Repêchage           | Finale / CB         | Rang |
| Athlète          | Compétition    | Adversaire Résultat | Adversaire Résultat | Adversaire Résultat | Adversaire Résultat | Adversaire Résultat | Rang |
| ---------------- | -------------- | ------------------- | ------------------- | ------------------- | ------------------- | ------------------- | ---- |
| Kevin Mejía (es) | Moins de 97 kg |                     |                     |                     |                     |                     | e    |

### Natation
| Athlète            | Épreuve      | Séries | Séries | Demi-finales | Demi-finales | Finale | Finale |
| Athlète            | Épreuve      | Temps  | Rang   | Temps        | Rang         | Temps  | Rang   |
| ------------------ | ------------ | ------ | ------ | ------------ | ------------ | ------ | ------ |
| Julio Horrego (en) | 200 m brasse |        | e      |              | e            |        | e      |

| Athlète            | Épreuve          | Séries | Séries | Demi-finales | Demi-finales | Finale | Finale |
| Athlète            | Épreuve          | Temps  | Rang   | Temps        | Rang         | Temps  | Rang   |
| ------------------ | ---------------- | ------ | ------ | ------------ | ------------ | ------ | ------ |
| Julimar Ávila (en) | 200 m nage libre |        | e      |              | e            |        | e      |